# Питър Шафър
Сър Питър Левън Шафър (на английски: Sir Peter Levin Shaffer) е английски драматург, автор на множество пиеси, някои от които са филмирани.

## Биография
Питър Шафър е роден на 15 май 1926 г. в Ливърпул в еврейско семейство. Има брат близнак, който също е драматург – Антъни Шафър.
Умира на 6 юни 2016 г. в Каунти Корк, Ирландия.
Сред най-известните му творби са пиесите „Черна комедия“, „Еквус“, „Амадеус“ (филмирана по негов сценарии през 1984 г.), „Око под наем“.

## Произведения
- The Salt Land (1954)
- Balance of Terror (1957)
- The Prodigal Father (1957)
- Five Finger Exercise (1958)
- The Private Ear and The Public Eye (1962)
- The Establishment (1963)
- The Merry Roosters Panto (1963)
- The Royal Hunt of the Sun (1964)
- Black Comedy (1965)
- The White Liars (1967)
- Shrivings (1970)
- Equus (1973)
- Amadeus (1979)
- Black Mischief (1983)
- Yonadab (1985)
- Lettice and Lovage (1987)
- Whom Do I Have the Honour of Addressing? (1990)
- The Gift of the Gorgon (1992)